# J. Michael Riva
J. Michael Riva (Manhattan, 28 de junho de 1948 — Nova Orleans, 7 de junho de 2012) foi um diretor de arte norte-americano. Ele era filho da atriz Maria Riva e neto da atriz Marlene Dietrich.